# Cassandra Clare
Judith Rumelt (Teherán, Irán; 27 de julio de 1973), que escribe con el seudónimo Cassandra Clare, es una escritora estadounidense conocida principalmente por ser de la autora de la serie de libros de Cazadores de Sombras.

## Biografía
Cassandra Clare nació de padres estadounidenses en Teherán, Irán, y pasó gran parte de su infancia viajando por el mundo con su familia. Ella vivió en Francia, Inglaterra y Suiza antes de cumplir los diez años.
Como su familia se mudaba tanto, encontró familiaridad en los libros y fue a todas partes con un libro debajo del brazo. Pasó sus años de secundaria en Los Ángeles, donde solía escribir historias para divertir a sus compañeros de clase, incluida una novela épica llamada "La bella Cassandra", basada en una historia corta de Jane Austen del mismo nombre (y que más tarde inspiró su seudónimo actual).
Después de la universidad, Cassandra vivió en Los Ángeles y Nueva York, donde trabajó en varias revistas de entretenimiento. Comenzó a trabajar en su novela City of Bones en 2004, inspirada en el paisaje urbano de Manhattan, su ciudad favorita. Se dedicó a escribir ficción de fantasía a tiempo completo en 2006.
La primera venta de escritura profesional de Cassandra fue una historia corta llamada "La guía de la niña para derrotar al Señor Oscuro" en una antología de Baen Books de fantasía y humor. Cassie odia trabajar sola en casa porque siempre se distrae con los reality shows y las payasadas de sus dos gatos, por lo que generalmente se propone escribir en cafeterías y restaurantes locales. Le gusta trabajar en compañía de sus amigos, quienes ven que se apega a sus plazos.
City of Bones fue su primera novela. Este primer libro fue llevado al cine y la película, protagonizada por Lily Collins en el papel de Clary Fray y Jamie Campbell Bower como Jace Wayland, se estrenó en agosto de 2013. También es oficial la adaptación en serie de televisión "Shadowhunters", para la cadena Freeform (antes ABC Family) y Netflix, renovando la lista de actores, con Katherine McNamara como Clary Fray y Dominic Sherwood como Jace Wayland.

## Cazadores de Sombras
En 2004, Clare comenzó a trabajar en su primera novela publicada, City of Bones, inspirada en el paisaje urbano de Manhattan. Ciudad de hueso (City of Bones) fue lanzada por Simon & Schuster en 2007 y es una historia de fantasía contemporánea que gira en torno a los personajes Clary Fray, Jace Wayland y Simon Lewis, que se convirtió en un éxito de ventas de The New York Times tras su lanzamiento. Ciudad de ceniza (City of Ashes) y Ciudad de cristal (City of Glass) completaron la primera trilogía. Una segunda trilogía posterior contenía los libros: Ciudad de los ángeles caídos (City of Fallen Angels), Ciudad de las almas perdidas (City of Lost Souls) y Ciudad del fuego celestial (City of Heavenly Fire).
Hay una trilogía precuela llamada Cazadores de Sombras: Los orígenes (The Infernal Devices), que se desarrolla en el mismo universo que Cazadores de Sombras (The Mortal Instruments), pero ambientada en la era victoriana. Esta consta de tres libros: Ángel mecánico (Clockwork Angel), publicado el 31 de agosto de 2010, Príncipe mecánico (Clockwork Prince), publicado el 6 de diciembre de 2011, y Princesa mecánica (Clockwork Princess), publicado el 19 de marzo de 2013.
En 2012 se anunció una nueva trilogía ambientada en este universo, que se conoce colectivamente como Cazadores de Sombras: Renacimiento (The Dark Artifices). La nueva serie contemporánea se desarrolla en Los Ángeles y sigue a la cazadora de sombras Emma Carstairs, que fue presentada en Ciudad del fuego celestial. El primer libro, Lady Midnight, fue lanzado en marzo de 2016; el segundo, El señor de las sombras (Lord of Shadows) fue lanzado en abril de 2017; el tercero, La reina del aire y la oscuridad (Queen of Air and Darkness) fue lanzado el 4 de diciembre de 2018.
También hay series de historias cortas interconectadas ambientadas en este universo. La primera, Las crónicas de Magnus Bane (The Bane Chronicles), completado en 2014 y escrito con Sarah Rees Brennan y Maureen Johnson, y la segunda Tales From the Shadowhunter Academy, escrito con Brennan y Johnson, así como con Robin Wasserman. Otra colección de historias fue completada en 2018, Ghosts of the Shadow Market, escrita con Sarah Rees Brennan, Maureen Johnson, Robin Wasserman y Kelly Link.

## Obras

### Cazadores de Sombras (Shadowhunters)

#### Cazadores de sombras:Los Instrumentos Mortales (The Mortal Instruments)
1. Ciudad de hueso (City of Bones, 2007)
2. Ciudad de ceniza (City of Ashes, 2008)
3. Ciudad de cristal (City of Glass, 2009)
4. Ciudad de los ángeles caídos (City of Fallen Angels, 2011)
5. Ciudad de las almas perdidas (City of Lost Souls, 2012)
6. Ciudad del fuego celestial (City of Heavenly Fire, 2014)

#### Cazadores de sombras: Los orígenes (The Infernal Devices)
1. Ángel mecánico (Clockwork Angel, 2010)
2. Príncipe mecánico (Clockwork Prince, 2011)
3. Princesa mecánica (Clockwork Princess, 2013)

#### Cazadores de sombras: Renacimiento (The Dark Artifices)
1. Lady Midnight (Lady Midnight, 2016)
2. El señor de las sombras (Lord of Shadows, 2017)
3. La reina del aire y la oscuridad (Queen of Air and Darkness, 2018)

#### Cazadores de sombras:Las Maldiciones Ancestrales (The Eldest Curses)
Co-escritra con Wesley Chu
1. Los manuscritos rojos de la magia (The Red Scrolls of Magic, 2019)
2. El libro perdido (The Lost Book of the White, 2020)
3. (The Black Volume of the Dead, TBA)

#### Cazadores de sombras: Las últimas horas (The Last Hours)
1. La cadena de oro (Chain of Gold, 2020)
2. La cadena de hierro (Chain of Iron, 2021)
3. La cadena de espinas (Chain of Thorns, 2023)

#### Cazadores de sombras: Los poderes malvados ( The Wicked Powers)
1. (The Last King of Faerie, TBA)
2. ( The Last Prince of Hell, TBA)
3. (The Last Shadowhunter, TBA)

#### Antologías de historias cortas
1. Las crónicas de Magnus Bane (The Bane Chronicles, 2014) con Sarah Rees Brennan & Maureen Johnson
2. Tales From the Shadowhunter Academy (2016) con Sarah Rees Brennan, Maureen Johnson & Robin Wasserman
3. Ghosts of the Shadow Market (2018) con Sarah Rees Brennan, Maureen Johnson, Robin Wasserman & Kelly Link

#### Otros
- The Shadowhunter's Codex (2013) con Joshua Lewis
- A History of Notable Shadowhunters and Denizens of Downworld (2016) ilustrado por Cassandra Jean

### Saga Magisterio (Magisterium)
Coescrita con Holly Black.
1. La prueba de hierro (The Iron Trial, 2014)
2. El guante de cobre (The Copper Gauntlet, 2015)
3. La llave de bronce (The Bronze Key, 2016)
4. La máscara de plata (The Silver Mask ,2017)
5. La torre de oro (The Golden Tower, 2018)

### Short fiction
- "The Girl's Guide to Defeating the Dark Lord", Turn the Other Chick, ed. Esther Friesner, Baen Books (2004)
- "Charming", So Fey, ed. Steve Berman, Haworth Press (2007)
- "Graffiti", Magic in the Mirrorstone, ed. Steve Berman, Mirrorstone Books (2008)
- "Other Boys", The Eternal Kiss, ed. Trisha Telep, Running Press (2009)
- "The Mirror House", Vacations from Hell, ed. Farrin Jacobs, HarperCollins (2009)
- "I Never", Geektastic, ed. Holly Black and Cecil Castelucci, Little, Brown (2009)
- "Cold Hands", ZVU: Zombies Versus Unicorns, ed. Holly Black and Justine Larbalestier, Simon and Schuster (2010)
- "The Perfect Dinner Party" (w/Holly Black), Teeth: Vampire Tales, ed. Ellen Datlow and Terri Windling, HarperCollins (2011)
- "The Rowan Gentleman" (w/Holly Black), in Welcome to Bordertown (2011)
- "Sisters Before Misters" (w/Sarah Rees Brennan & Holly Black) in Dark Duets: All-New Tales of Horror and Dark Fantasy (2014)